# Stuart Hamblen
Stuart Hamblen (Kellyville, 20 oktober 1908 - Santa Monica, 8 maart 1989) was een Amerikaanse countryzanger en songwriter.

## Jeugd
Stuart Hamblen was de zoon van een Texaanse rondreizende predikant. Als jeugdige was hij enthousiast van paarden en rodeo's. Hij voleindigde een opleiding  en probeerde vervolgens in de muziekbusiness voet te vatten. Vanaf het midden van de jaren 1920 had hij regelmatig optredens bij Texaanse radiostations. In 1927, na het winnen van een talentenjacht, verhuisde hij naar Camden en nam daar voor het Victor-label enkele singles op. Aan het begin van de jaren 1930 verhuisde hij naar Californië, waar hij zich vervoegde bij verschillende bands, waaronder voor een korte periode bij de populaire Beverly Hill Billies.

## Carrière
In Californië steeg hij snel in aanzien als een populaire radioster. In 1934 had hij bij KMTR in Hollywood twee dagelijkse shows. Met My Mary wist hij zijn eerste platensucces te scoren. In 1934 tekende hij bij het gerenommeerde Decca Records een platencontract. Ook als songwriter was hij succesvol. Zijn song Texas Plains werd door talrijke muzikanten vertolkt. In meerdere Hollywood-westerns aanvaardde hij kleinere rollen, meestal die van een schurk. Hij was een gepassioneerd jager en bezat zijn eigen renpaarden. Zijn voorliefde voor alcoholische excessen en vechtpartijen stonden garant voor meerdere nachten in een politiecel.
Tijdens de jaren 1940 was hij een van de succesvolste showsterren van Californië en in bijna elke verhouding de verpersoonlijking van de cowboy. In 1949 lukte hem met het zelf gecomponeerde (Remember Me) I'm The One Who Loves You een grote hit. In hetzelfde jaar werd hij door de predikant Billy Graham bekeerd tot een gelovige christen. In 1952 kandideerde hij voor de Prohibition Party, die zich inzette voor de herinvoering van het alcoholverbod in de Verenigde Staten voor het ambt van president van de Verenigde Staten. Tijdens de verkiezing bereikte hij met zijn kandidaat Enoch M. Holtwick voor het vice-presidentschap 73.412 stemmen, hetgeen met een inbreng van 0,1 procent overeenkwam.
Nadat hij een groot deel van zijn slechte gewoonten had opgegeven, kwam het schrijven van songs steeds meer in de voorgrond. In 1954 wisselde hij naar Columbia Records. Hier lukte hem in hetzelfde jaar een wereldhit met This Ole House. Een verder succes was It's No Secret. Tijdens de jaren 1950 gaf hij zijn cowboy-image op. Hij speelde hoofdzakelijk gospelmuziek en was ook hiermee succesvol.

## Overlijden
Stuart Hamblen overleed in maart 1989 op 80-jarige leeftijd.

## Onderscheidingen
In 1970 werd hij opgenomen in de Nashville Songwriters Hall of Fame. Twee jaar later kreeg hij de Pioneer Award van de Academy of Country Music. In 1976 kreeg hij een ster op de Hollywood Walk of Fame.

## Discografie

### Albums
- 1956: It's No Secret (RCA)
- 1957: Grand Old Hymns (RCA)
- 1961: The Spell Of The Yukon (Columbia Records)
- 1962: Of God I Sing (Columbia Records)
- 1966: In The Garden (& Other Inspirational Songs) (Camden Records)
- 1967: I Believe (Harmony Records)

- Biblioteca Nacional de España: XX879245
- Bibliothèque nationale de France: cb13894920w (data)
- Gemeinsame Normdatei: 142070106
- International Standard Name Identifier: 0000 0000 8386 3135
- Library of Congress Control Number: n93029097
- MusicBrainz: 696e7bed-989a-4111-bc10-7f960561024b
- Nationale Bibliotheek van Tsjechië: xx0000731
- SNAC: w6p26w33
- Trove: 1489210
- Virtual International Authority File: 59269719
- WorldCat: E39PBJvMxGbtyTVpQ6hD4kqPcP